# 国际网球诚信机构
国际网球诚信机构（International Tennis Integrity Agency，简称ITIA）是一个负责维护全球职业网球运动诚信的组织。该机构是在对网球运动诚信问题进行全面审查后成立的。
ITIA成立后即承担了网球反腐败计划（Tennis Anti-Corruption Program）的管理工作，并于2022年1月1日起接管了网球反兴奋剂计划（Tennis Anti-Doping Programme）。
除开展预防、教育和兴奋剂检测活动外，ITIA还负责收集情报并调查比赛操控行为，尤其是备受关注的网球比赛造假问题，该机构有权对违规者实施罚款和纪律处分，并可禁止球员、裁判及其他网球相关人员参加有官方认证的赛事。
ITIA是由职业网球的国际管理机构共同发起设立的，这些机构包括：国际网球联合会（ITF）、职业网球联合会（ATP）、国际女子网球协会（WTA），以及四大满贯赛事——澳大利亚网球公开赛、法国网球公开赛、温布尔登网球锦标赛和美国网球公开赛。ITIA接替了ITF于2008年至2020年间设立的“网球诚信组织”（Tennis Integrity Unit, TIU）的职责。虽然其资金来自上述国际管理机构，但ITIA在法律上是独立于这些机构的实体，能独立决定调查与起诉事宜。在世界体育组织中，这种制度安排是相对少见的。

## 管理架构
国际网球诚信机构由网球诚信监督委员会（Tennis Integrity Supervisory Board，简称TISB）进行监督。该委员会由5名独立成员和4名来自各国际管理机构的代表组成。目前，该委员会由珍妮·普莱斯CBE（Jennie Price）担任主席，她曾是英国体育局（Sport England）的首席执行官。

## 领导层与人员构成
ITIA的首任首席执行官是乔尼·格雷（Jonny Gray），他曾在风险管理咨询公司Control Risks担任高级合伙人及全球体育业务主管。此外，他还是军事组织阿盖尔与萨瑟兰高地团的前指挥官，并因在北爱尔兰问题和伊拉克战争中的服役获得表彰。他于2019年被任命为CEO，并于2022年宣布卸任，此前官方称赞他对维护网球运动的诚信作出了“重大贡献”。2022年底，官方宣布由曾任橄榄球联盟高管的凯伦·摩尔豪斯（Karen Moorhouse）接替其职位。
ITIA目前设有三位高级总监：
- 调查事务总监：珍妮·肯尼迪（Jenni Kennedy），前英格兰足总（The Football Association）诚信部门负责人；[15]
- 反兴奋剂事务总监：妮可·桑普斯特德OBE（Nicole Sapstead），前英国反兴奋剂局（英语：UK Anti-Doping）（UKAD）首席执行官；[16]
- 法律事务总监：本·拉瑟福德（Ben Rutherford），前世界橄欖球總會法律顾问。[17]

ITIA总共有约35名员工，分布在情报分析、调查、反兴奋剂、教育与培训、法律/案件管理、传播以及行政等部门。

## 网球反腐败计划
ITIA的主要职责之一是代表各国际管理机构管理《网球反腐败计划》（Tennis Anti-Corruption Program，简称TACP）。TACP明确规定了职业网球中可能涉及的各种腐败行为，包括与赌博相关的违规、假球操作以及对比赛结果的操控等。
ITIA负责调查涉嫌违反TACP的行为。一旦掌握充分证据，ITIA将向独立反腐败听证官（Anti-Corruption Hearing Officer，简称AHO）提交案件，由其主持首次听证会。目前共有7位AHO。对于首次听证结果不服的上诉案件，将由位于瑞士洛桑的国际体育仲裁法庭重新审理（Trial de novo）。

## 网球反兴奋剂计划
ITIA的另一项核心职责是代表各国际管理机构管理《网球反兴奋剂计划》（Tennis Anti-Doping Programme，简称TADP）。职业网球运动员将接受世界反兴奋剂机构（WADA）所禁止物质的检测。若发现存在违反反兴奋剂规则的行为（Anti-Doping Rule Violation），将依据该计划实施处罚，并严格遵守世界反兴奋剂条例（World Anti-Doping Code）的相关要求。

## 网球诚信保护计划
ITIA还负责运营《网球诚信保护计划》（Tennis Integrity Protection Programme，简称TIPP）。TIPP是一个互动式在线学习项目，旨在提升参与者对网球运动诚信问题的认知，从而更好地保护这项运动的公平性。TIPP对所有球员和网球官员是强制性的，必须每两年完成一次。ITIA同时建议教练、赛事工作人员及经纪人等相关人士也参与该课程的学习。

## 争议性
2024年以来，涉及国际网球诚信机构的争议性事件主要集中在对兴奋剂检测和处理程序的质疑，以及对不同球员之间处罚不一致的问题。在2024年，关于伊加·斯维亚特克和扬尼克·辛纳的兴奋剂案件引起了广泛关注。两人都被发现药检阳性，但最终没有受到重罚。特别是辛纳，在两次药检呈阳性后并未被自动禁赛，并且在调查期间继续参赛。与此同时，西蒙娜·哈勒普在2022年美网中因药检问题被禁赛四年，她坚称自己是无辜的，并在后来成功缩短了禁赛期。哈勒普公开表达了对她和其他球员如玛丽亚·莎拉波娃在类似情况下受到更严厉处罚的不满，而相比之下，斯维亚特克和辛纳得到了较轻的处理，而她自己在申诉期间也有着不公平的对待。这引发了其他球员和观察家的不满。
2025年3月，由网球运动员发起的组织职业网球运动员协会（PTPA）起诉了包含ITIA在内的网球管理机构，指控他们存在「反竞争行为」。